# Slavoj Kovařík
Slavoj Kovařík (22. září 1923 Olomouc – 26. června 2003 Praha) český akademický malíř, grafik, scénograf, básník a pedagog. Ovlivněn kubismem, lettrismem, pop artem. Ve své tvorbě používal techniky tempera, olej, kvaš, asambláž, koláž, dekoláž, grafika.

## Život

### Studium
- Česká státní reálka v Olomouci (1934–1939), profesor kreslení František Smolka
- Baťova škola umění (1939–1941),  učili jej Vladimír Hroch a František Lydie Gahura. Jeho spolužáky byli Václav Chad (1923–1945), Miroslav Šimorda (* 1923), Jan Rajlich (* 1920) a přátelil se s Čestmírem Kafkou (1922–1988).
- Vysoká škola uměleckoprůmyslová v Praze (1945–1946), ateliér prof. Emila Filly, kde studoval společně s Alenou Ladovou (1925–1992), Liborem Fárou (1925–1988) a Vladimírem Jarcovjákem (1924–2007).
- v roce 1946 návrat do Olomouce, kde žil a tvořil až do své smrti v roce 2003.

### Zaměstnání
- 1941: fotoateliér Jana Fraita, retušér
- 1941–1942: České divadlo v Olomouci, následně Německé divadlo v Olomouci, asistent šéfa výpravy, malíř dekorací
- 1942–1945: pracovní tábor Murfeld nedaleko Štýrského Hradce, totálně nasazený na nucené práce
- 1946–1949: firma Ing. Sazovského a Ing. Goše Malá voda, kreslič
- 1949–1957: urbanistické oddělení Stavoprojektu, Olomouc, konstruktér a návrhář
- 1957–1983: Divadlo Oldřicha Stibora v Olomouci, provozní architekt a scénograf
- 1965–1967: Katedra výtvarné výchovy Filosofické fakulty Univerzity Palackého v Olomouci, externí pedagog

### Členství ve skupinách
- 1947: Skupina moravských výtvarníků v Olomouci (dříve Skupina olomouckých výtvarníků)
- 1958–1991: registrován při Českém fondu výtvarných umění
- 1958–1965: kandidát Svazu československých výtvarných umělců
- 1958–1963: teoretik Fotoskupiny DOFO (Diametrálně odlišná forma), jejímž byl teoretikem
- 1963–1966: člen tvůrčí skupiny Parabola
- 1965–1971: člen Svazu československých výtvarných umělců
- 1988–1989: kandidát Svazu českých výtvarných umělců
- 1990: Svaz českých výtvarných umělců
- 1990–2003: Unie výtvarných umělců Olomoucka
- 1990–1991: TT klub výtvarných umělců a teoretiků
- 1991–2003: Spolek olomouckých výtvarníků

### Potomci
- Dcera: Gabriela Kovaříková
- Syn: Marek Kovařík
- Vnukové: Vlastimil Blaťák, Václav Blaťák, Vojtěch Blaťák, Filip Blaťák
- Pravnoučata: Jindřich Blaťák, Berenika Maggie Blaťáková, Lucie Blaťáková, Marina Ellie Blaťáková, Natálie Blaťáková

## Dílo
Tvorbu Slavoje Kovaříka ovlivnil jeho profesor, architekt František Lydie Gahura na Baťově škole umění. Koncem 50. let maloval krajiny v geometrizujícím stylu, navazujícím na předválečnou modernu (Lom, 1958). V padesátých letech pracoval jako konstruktér a návrhář v úřadu pro urbanistiku města Olomouce a měl silný citový vztah k architektuře. V době nástupu abstrakce, na počátku 60. let, ho silně ovlivnila díla Vieira da Silvy, ale sám si byl tohoto vlivu vědom a brzy si našel vlastní výraz.
Jako urbanista znal důvěrně plány města i domy z pohledu chodce. V obrazech člení plochu na nepravidelnou pravoúhlou síť, do které promítá úhrn dojmů z nejrůznějších městských prvků. Barevnou kompozici tvoří variace bílé s modrými a hnědými akcenty (Město, 1963). Obrazy z cyklu Město, které vznikaly v rozmezí dvou až tří let, mají svou nezaměnitelnou posloupnost v měnící se barevnosti. Formy se postupně staly hutnějšími a masivní materiální podstatě a patině špinavých zdí odpovídají i tmavší hnědé tóny, zatímco bílé a světlemodré tóny odpovídají oknům, výkladním skříním a odrazům světla (Město VII, 1963).
V polovině 60. let maloval Kovařík téměř monochromní „informelní“ obrazy, které se svou tmavou barevností blíží spíše tvorbě Antoni Tapiése a nemají předchůdce v české strukturální abstrakci. I zde jde o znázornění nějaké konkrétní představy, zastoupené v ploše geometrickými tvary, náznakem horizontu (Obraz III, 1965) nebo grafickými znaky (Bez názvu, 1966). Kovařík patří ke generaci Josefa Istlera nebo Václava Boštíka a v 60. letech neměl potřebu teprve hledat v informelu vlastní východiska, ale spíše hledal adekvátní výraz pro vyjádření myšlenek, odpovídajících nárokům klasické moderny. V některých obrazech vytváří nízký reliéf z různých předmětů, překrytých gázou a přemalovaných světlou barvou. Reliéf vystupuje z tmavé strukturální malby na pozadí (Před operací stroje, 1965).
Po cestě do Anglie roku 1966 byl ovlivněn pop-artem a tvořil barevné objekty, tematizující pozitivní vztah člověka k technice, odpovídající stylu R. Rauschenberga nebo J. Dinea (Ptáček, asambláž).
Kovařík řadu svých starších obrazů v pozdějších letech přemaloval, protože se domnívá, že na každém díle je možno neustále pracovat. Barevný velkoplošný akcent se tak může stát hlavním elementem nového obrazu. Počíná si přitom s monumentální sebejistotou, která vytváří dojem neuvěřitelné duševní síly a je v českém umění jedinečná (Bez názvu, 1966).

### Zastoupení ve sbírkách
- Muzeum umění Olomouc – Muzeum moderního umění
- Galerie výtvarného umění v Ostravě
- Slezské zemské muzeum v Opavě
- Horácká galerie v Novém Městě na Moravě

### Výstavy (výběr)
- 1965 Slavoj Kovařík: Obrazy, výstavní síň Dílo, Ostrava
- 1965 Slavoj Kovařík: Města, výstavní síň Dílo, Olomouc
- 1969 Slavoj Kovařík: Obrazy, Oblastní galerie v Olomouci
- 2000 Slavoj Kovařík: Obrazy (retrospektiva), Muzeum umění Olomouc
- 2019 Slavoj Kovařík: Vždy jsem měl rád noci, galerie Václava Chada (zámek), Zlín[5]
- 2023 Slavoj Kovařík, výstava ke stému výročí narození, Galerie města Olomouce[6]

## Ocenění
V roce 2000 mu byla udělena Cena města Olomouce za celoživotní činnost v oblasti výtvarného umění.